# Pallacanestro Varese 1984-1985
Nel Campionato 1984-85 la Pallacanestro Varese affianca il proprio nome ad uno dei prodotti dello sponsor principale, l'industria alimentare Star; il cioccolato spalmabile "Ciao Crem".
Quest'anno si introduce in Italia la regola del tiro da tre punti e la perdita del pallone dopo l'infrazione dei cinque secondi. In ambito cittadino, il Palazzetto "Lino Oldrini" viene ampliato, e vengono esposti gli stendardi che ricordano le vittorie del passato.
Nella rosa dei giocatori si annovera la vendita di Fabrizio Della Fiori, alla Australian Udine e del playmaker Massimo Ferraiuolo, ceduto in prestito alla seconda società di Varese, la Robur et Fides. I due stranieri, gli statunitensi Cedrick Hordges e Terry White lasciano la città varesina, e vengono sostituiti da John Devereaux e Corny Thompson.
L'acquisto principale della stagione è l'ala Romeo Sacchetti, prelevato dalla Berloni Torino. Il giocatore concluderà a Varese la sua carriera di giocatore, nel 1992. L'annata si conclude con un miglioramento sensibile rispetto a quella precedente; al termine della stagione regolare la "Ciao Crem" è quarta, concludendo i Play-off al sesto posto, sconfitta dalla Indesit Caserta.
In Coppa Italia la compagine varesina giunge in finale, sconfitta dalla Scavolini Pesaro.
In Coppa Korać altra finale, a Bruxelles, dove subisce la supremazia di un'altra squadra italiana, la Simac Milano.

## Rosa 1984/85
- Francesco Anchisi
- Dino Boselli
- Riccardo Caneva
- Luigi Mentasti
- Gianluca Guolo
- Alberto Gatti
- Alberto Prina
- John Devereaux
- Corny Thompson
- Francesco Vescovi
- Romeo Sacchetti
- Allenatore:
  -  Riccardo Sales

## Statistiche
| COMPETIZIONE        | GIOCATE | VINTE | PERSE | F    | S    | PIAZZAMENTO |  |
| CAMPIONATO completo | 32      | 18    | 14    | 2853 | 2794 | 6           |  |
| TORNEI E AMICHEVOLI | 16      | 7     | 9     | 1490 | 1551 | -           |  |
| COPPA KORAC         | 11      | 8     | 3     | 997  | 856  | SECONDA     |  |
| COPPA ITALIA        | 8       | 7     | 1     | 791  | 709  | SECONDA     |  |

## Fonti
- "Pallacanestro Varese 50 anni con voi" di Augusto Ossola
- "La Pallacanestro Varese" di Renato Tadini
- Lega Basket, su 195.56.77.208. URL consultato il 5 aprile 2011 (archiviato dall'url originale l'11 febbraio 2012).